# Megachile staudingeri
Megachile staudingeri là một loài Hymenoptera trong họ Megachilidae. Loài này được Friese mô tả khoa học năm 1905.